# Толстоведение
Толстове́дение — раздел литературоведения и истории литературы, посвящённый изучению жизни и творчества Льва Николаевича Толстого. 
Представители данного научного направления называются толстоведами, это учёные России, США, Канады, Японии, Чехии, Польши и других стран.

## Цель науки
Толстоведение изучает содержание, истоки и влияние личности и творчества Толстого в XIX-XX веках и в современном мире, стремится определить его место в культуре и обществе. Эта работа ведётся во всём мире усилиями различных специалистов: биографов, текстологов, исследователей-интерпретаторов, филологов и других.

## История толстоведения
Важным фактором в становлении толстоведения стала возможность издания и изучения произведений Толстого после 1917 года. Советской властью была поддержана идея сохранения Ясной Поляны и других мест, связаных с именем и творчеством всемирно известного писателя, были выражены намерения издания и изучения его литературного наследия без каких-либо ограничений. Полное 90-томное собрание сочинений Толстого издавалось в 1928-1958 гг. Серию «Материалы к биографии Л. Н. Толстого» начал Н. Н. Гусев, секретарь Толстого (толстовед-текстолог), продолжала издание Л. Д. Громова-Опульская.

## Задачи современного толстоведения
В современной России толстоведение является одним из самых разработанных направлений в области литературоведения. С 1917 года по сию пору издаётся библиография работ, посвящённых Льву Толстому. Целью этой работы является создание научно-объективной биографии Толстого, в отличие от преобладающего апологетического характера толстоведения. Однако остаётся потребность в выверенной «Летописи жизни и творчества», нуждается в глубинном раскрытии тема «Толстой и Пушкин». Тема духовного пути Толстого представляет большую сложность, по причине трудности соединения усилий филологов и богословов. Обширно публикующиеся статьи и литература о взглядах Толстого на духовность, религиозность, христианство, часто субъективны и поверхностны.